# 탐정 큐
"탐정 큐"(Sim Hyung-Rae, The Detective)는 한국에서 제작된 남기남 감독의 1985년 코미디, 가족 영화이다. 심형래 등이 주연으로 출연하였고 김화식 등이 제작에 참여하였다.

## 출연

### 주연
- 심형래

### 조연
- 김동현
- 주호성
- 원준희
- 홍미애
- 김복화

## 기타
- 제작실장: 김이철
- 촬영부: 박경원
- 촬영부: 최정우
- 조명: 강광호
- 조명부: 조영철
- 조명부: 김주생
- 조명부: 이관
- 스틸: 노기흘
- 조연출: 조성구
- 조연출: 김태룡
- 스크립터: 최은실
- 녹음: 김성찬
- 분장: 장인한
- 소품: 이원우
- 효과: 이재희